# 斯帕索夫卡河
斯帕索夫卡河（俄语：Река Спасовка），前称三道河子（俄语：Река Сантахеза），又称三里木河（满语：Sarma Bira），是滨海边疆区斯帕斯克区的河流，源起蓝岭，长83公里，流域面积1260平方公里，注入兴凯湖。1972年更为现名。

## 引用
1. ↑  А·П·穆拉诺夫. . 列宁格勒: 气象出版社. 1966 （俄语）.
2. ↑  . 列宁格勒: 气象出版社 （俄语）.
3. ↑  Т·А·基谢尔科瓦娅. . 列宁格勒: 气象出版社. 1977 （俄语）.
4. ↑  . 国家水登记处.   [2023-12-31]. （原始内容存档于2023-12-31） （俄语）.
5. ↑   (PDF). www.vladcity.com. （原始内容 (PDF)存档于2011-07-17）.